# P.C.R. Messina 1996-1997
La stagione 1996-1997 della P.C.R. Messina è stata la terza in cui ha preso parte alla massima serie nazionale del campionato italiano femminile di pallacanestro.
La società messinese è arrivata 5ª in Serie A1 e ha partecipato ai play-off.

## Verdetti stagionali
Competizioni nazionali
- Serie A1:

stagione regolare: 5º posto su 12 squadre (12-10).
play-off: eliminata al primo turno (0-2).
Competizioni internazionali
- Coppa Ronchetti:

eliminata agli ottavi di finale (5-3)

## Rosa
| Giocatori |
| --------- |

| N° | Naz.                   | Ruolo | Sportivo                 | Anno | Alt. |  |
| -- | ---------------------- | ----- | ------------------------ | ---- | ---- |  |
|    | Stati Uniti (bandiera) | A     | Janice Lawrence          | 1962 | 191  |  |
|    | Italia (bandiera)      | P     | Elisabetta Moro          | 1975 | 170  |  |
|    | Italia (bandiera)      | G     | Cristina Correnti        | 1972 | 178  |  |
|    | Italia (bandiera)      | P     | Angela Adamoli           | 1972 | 178  |  |
|    | Italia (bandiera)      | C     | Serena Stanzani          | 1966 | 188  |  |
|    | Stati Uniti (bandiera) | A     | Janet Harris             | 1962 | 191  |  |
|    | Stati Uniti (bandiera) | A     | Dale Hodges              | 1968 | 185  |  |
|    | Italia (bandiera)      | AC    | Cristiana Federighi      | 1976 | 180  |  |
|    | Italia (bandiera)      | PG    | Maria Beatrice De Santis | 1969 | 173  |  |
|    | Italia (bandiera)      | G     | Anna Guida               | 1971 | 173  |  |
|    | Italia (bandiera)      | P     | Stefania Bernava         | 1980 | 174  |  |

| Cestiste nel roster della Coppa Ronchetti |
| ----------------------------------------- |

| N° | Naz.              | Ruolo | Sportivo           | Anno | Alt. |  |
| -- | ----------------- | ----- | ------------------ | ---- | ---- |  |
|    | Italia (bandiera) |       | Monica Barbaro     | 1974 |      |  |
|    | Italia (bandiera) |       | Angela Davì        | 1984 |      |  |
|    | Italia (bandiera) |       | Alessandra Magazzù | 1982 |      |  |
|    | Italia (bandiera) | A     | Elisabetta Pasini  | 1967 | 180  |  |
|    | Italia (bandiera) |       | Cettina Quartarone | 1980 |      |  |
|    | Italia (bandiera) |       | Sabrina Sidoti     | 1971 |      |  |

## Statistiche
| Giocatrice | Gare | Punti | Minuti | Tiri da due | Tiri da due | Tiri da due | Tiri da tre | Tiri da tre | Tiri da tre | Tiri liberi | Tiri liberi | Tiri liberi | Rimbalzi | Rimbalzi | Palle | Palle | Assist | Val. |
| Giocatrice | Gare | Punti | Minuti | R           | T           | %           | R           | T           | %           | R           | T           | %           | O        | D        | P     | R     | Assist | Val. |
| ---------- | ---- | ----- | ------ | ----------- | ----------- | ----------- | ----------- | ----------- | ----------- | ----------- | ----------- | ----------- | -------- | -------- | ----- | ----- | ------ | ---- |
| Lawrence   | 22   | 421   | 843    | 140         | 264         | 53,0        | 5           | 15          | 33,3        | 126         | 170         | 74,1        | 53       | 183      | 64    | 45    | 23     | 483  |
| Moro       | 21   | 238   | 710    | 53          | 106         | 50,0        | 23          | 67          | 34,3        | 63          | 77          | 81,8        | 5        | 29       | 56    | 66    | 25     | 196  |
| Correnti   | 22   | 230   | 716    | 41          | 98          | 41,8        | 35          | 82          | 42,7        | 43          | 56          | 76,8        | 6        | 28       | 45    | 26    | 8      | 136  |
| Adamoli    | 22   | 179   | 734    | 47          | 112         | 42,0        | 16          | 33          | 48,5        | 37          | 49          | 75,5        | 5        | 28       | 42    | 28    | 11     | 115  |
| Stanzani   | 21   | 139   | 453    | 54          | 97          | 55,7        | 3           | 6           | 50,0        | 22          | 36          | 61,1        | 20       | 32       | 32    | 26    | 13     | 138  |
| Harris     | 10   | 102   | 271    | 45          | 96          | 46,9        | 0           | 1           | 0,0         | 12          | 21          | 57,1        | 15       | 29       | 20    | 6     | 3      | 74   |
| Hodges     | 5    | 68    | 138    | 27          | 50          | 54,0        | 0           | 0           |             | 14          | 18          | 77,8        | 14       | 23       | 12    | 5     | 2      | 73   |
| Federighi  | 20   | 43    | 227    | 16          | 40          | 40,0        | 0           | 0           |             | 11          | 20          | 55,0        | 11       | 20       | 16    | 9     | 7      | 41   |
| De Santis  | 21   | 41    | 265    | 6           | 19          | 31,6        | 5           | 17          | 29,4        | 14          | 17          | 82,4        | 0        | 14       | 20    | 11    | 2      | 20   |
| Guida      | 12   | 21    | 67     | 6           | 10          | 60,0        | 2           | 5           | 40,0        | 3           | 5           | 60,0        | 1        | 0        | 7     | 2     | 1      | 9    |
| Bernava    | 1    | 0     | 1      | 0           | 0           |             | 0           | 0           |             | 0           | 0           |             | 2        | 0        | 0     | 1     | 0      | -1   |